# Дженіфер Клак
Дже́ніфер Клак (англ. Jennifer Clack, до шлюбу Агню, Agnew; 3 листопада 1947, Манчестер — 26 березня 2020) — британська палеонтологиня, музеєзнавиця, кураторка. Дослідниця ранніх чотириногих і авторка класичної праці з цієї теми «Gaining Ground: The Origin and Evolution of Tetrapods».

## Біографія
Народилася 1947 року в передмісті Манчестера, Велика Британія. Вчилася в Болтонській школі, 1970 здобула ступінь бакалавра зоології в Ньюкаслському університеті. Не мала можливості продовжити післядипломну освіту, тому використала рік, щоб вивчити в університеті музейну справу і стала працівницею Бірмінгемського музею й художньої галереї, де пропрацювала 7 років у відділах природничої історії й музейної освіти.
Одружилася 1980 року з Робом Клаком, з яким познайомилися 1976.
У 1978 році почала докторську дисертацію про Pholiderpeton. З 1981 року працювала в Музеї зоології Кембриджського університету. Захистила дисертацію 1984, фінальну монографію про Pholiderpeton завершила через три роки, в 1987. 
Учасниця експедицій 1987 року в Гренландії, під час яких було відкрито нові рештки Acanthostega й Ichthyostega.
Здобула ступінь професорки в 2006. Нагороджена медаллю імені Даніеля Жиро Елліота від Національної академії наук США (2008), Член Лондонської королівської спільноти (2009), почесна іноземна член Американської академії мистецтв і наук (2011), нагороджена медаллю імені Томаса Невіла Джорджа (Thomas Neville George) від Університету Глазго, почесна докторка Університету Чикаго (2013), іноземна член Шведської королівської академії наук (2014)
Їй присвячено один з епізодів документальної серії «Beautiful Minds» BBC (2012).